# 馬氏織鮨
馬氏織鮨，為輻鰭魚綱鱸形目鱸亞目鮨科的其中一種，分布於澳洲海域，棲息深度可達50公尺，體長可達45公分，生活在近海岩礁或河口區，為底棲性魚類，屬肉食性，生活習性不明。

## 擴展閱讀
維基物種上的相關：馬氏織鮨